# Jens Braage Halvorsen
Jens Braage Halvorsen, född 7 mars 1845, död 22 februari 1900, var en norsk biblioteksman och författare.
Halvorsen var anställd vid universitetsbiblioteket i Kristiania 1883–1898, sedan 1895 som chef för dess norska avdelning. Han är känd för sitt stora bibliografiskt-biografiska verk Norsk Forfatter-Lexikon 1814–1880 (6 band, 1881–1908, de sista banden utgivna postumt av Halvdan Koht).